# Behbud Khan Djavanchir
 (décembre 2021).
Pour l’article homonyme, voir Djafargulu Agha Djavanchir.
Behbud Khan Djavanchir (en azéri : Behbud xan Cavanşir Azad xan oğlu, né le 24 juillet 1878 à Azad Qaraqoyunlu, uyezd Djavanchir, gouvernement d’Elizavetpol et mort le 18 juillet 1921 à Constantinople) est un diplomate azerbaïdjanais.

## Biographie
Behbud Khan Djavanchir est né dans le village d'Azad Qaraqoyunlu, district de Djavanchir, dans la famille d'Azad Khan, qui est l'arrière-petit-fils du fondateur du Khanat de Karabakh Panah Ali Khan. De 1890 à 1898, Behbud Khan fait ses études secondaires à l'école réelle de Tiflis. En 1902, il entre à l'Académie des mines de Fribourg en Allemagne, dont il sort diplômé avec mention en 1906. Connaissant l'allemand, Behbud-bek se rend à Londres, où il suit des cours de perfectionnement pendant un an et apprend l'anglais.

## Carrière politique
De retour dans son pays natal en 1907, il commence à travailler dans les champs pétrolifères de Chibaev en tant qu'ingénieur en chef. Il était membre d'une association caritative et aussi, en tant que chef du district de Djavanshir, d'une organisation secrète anti-étatique "Difai" (avec Akhmedbek Agayev, Geraybek Geraybekov, Mammad Hassan Hadjinski, Isabek Achurbekov et Nifta Beybutov. À partir du 17 juin, 1918, il est ministre des Affaires intérieures de la République démocratique d'Azerbaïdjan (jusqu'en décembre) et à partir du 6 octobre de la même année, il remplace le ministre du Commerce et de l'Industrie[réf. souhaitée].
Participant au Parlement de la République, il ouvre la société commerciale "Deyanet" le 18 juillet 1919. Après l'établissement du pouvoir soviétique en Azerbaïdjan, avec l'aide de Nariman Narimanov, Behbud Khan Djavanchir réussit à éviter l'emprisonnement et il travaille comme ingénieur dans les champs de pétrole  à Bakou. Behbud Khan Djavanchir, envoyé à Constantinople pour l'équipement,
est tué le 18 juillet 1921 devant l'hôtel Pera Palas.